# Club Natacion y Gimnasia
Maillots
Le Club Natación y Gimnasia est un club de rugby à XV et de hockey sur gazon de Tucumán en Argentine. Fondé en 1930 en tant que club multisports, Natación y Gimnasia est enregistré auprès de l'Unión de Rugby de Tucumán. Malgré son nom, la natation et la gymnastique ne sont plus pratiquées au club.
Natación y Gimnasia est l'un des clubs de rugby les plus titrés de Tucumán, ayant remporté le Torneo del Noroeste 8 fois à ce jour.

## Histoire
L'institution a été fondée à Tucumán le 21 février 1930, en tant que club multisports. Une grande variété d'activités étaient pratiquées au club, dont l'équitation, l'escrime, l'athlétisme, le tennis et bien sûr la natation et gymnastique. La section rugby à XV, pour laquelle le club est le plus célèbre aujourd'hui, a débuté en 1941.
Dans les années 1940, le club était devenu l'un des meilleurs clubs multisports du pays. À la suite d'une décision politique controversée, le club a été absorbé par l'Universidad Nacional de Tucumán en 1945. Le club a essayé de combattre la décision, en vain.
Les membres de la section rugby, mécontents de la décision, ont décidé de ne pas rejoindre UNT et ont créé un nouveau club, utilisant l'ancien nom Natación y Gimnasia.
Pratiquant le jeu depuis 1936, la section rugby à XV de Natación y Gimnasia a été officiellement fondée en 1941, devenant ainsi le premier club de rugby de la province. Avec le Tucumán Rugby Club, le Universitario et le Cardenales, Natación est devenu l'un des quatre clubs fondateurs de l'Unión de Rugby de Tucumán.
Après la reprise du club par l'Universidad Nacional de Tucumán, les membres de la section rugby ont décidé de maintenir l'ancienne institution en vie et ont refondé le Club Natación y Gimnasia en 1945 en tant que club de rugby uniquement.
Comme la plupart des installations de l'ancien club avaient également été reprises par UNT, le nouveau club devait trouver un endroit pour jouer. Le club a utilisé les terrains initialement utilisés par la section équestre de Natación, jusqu'à ce que le club acquière ses propres installations (à la suite d'une autre décision politique) en 1988.
Aujourd'hui, le club est l'une des institutions de rugby les plus performantes de la province, ayant remporté le titre provincial à huit reprises.
En 2012, Natación y Gimnasia a commencé la construction d'un stade de hockey sur gazon pour accueillir la Finale de la ligue mondiale de hockey sur gazon féminin 2012-2013 qui aurait lieu en novembre-décembre 2013. Avec un budget de $ 20 millions, ce stade compte plus de 1 450 places assises qui, ajoutées aux tribunes mobiles pouvant être érigées, font une capacité totale de plus de 6 400 places.

## Palmarès

### Rugby à XV
- Torneo del Noroeste (8): 1947, 1949, 1955, 1957, 1961, 1995, 1996, 2016